# Lugowoi (Kasachstan)

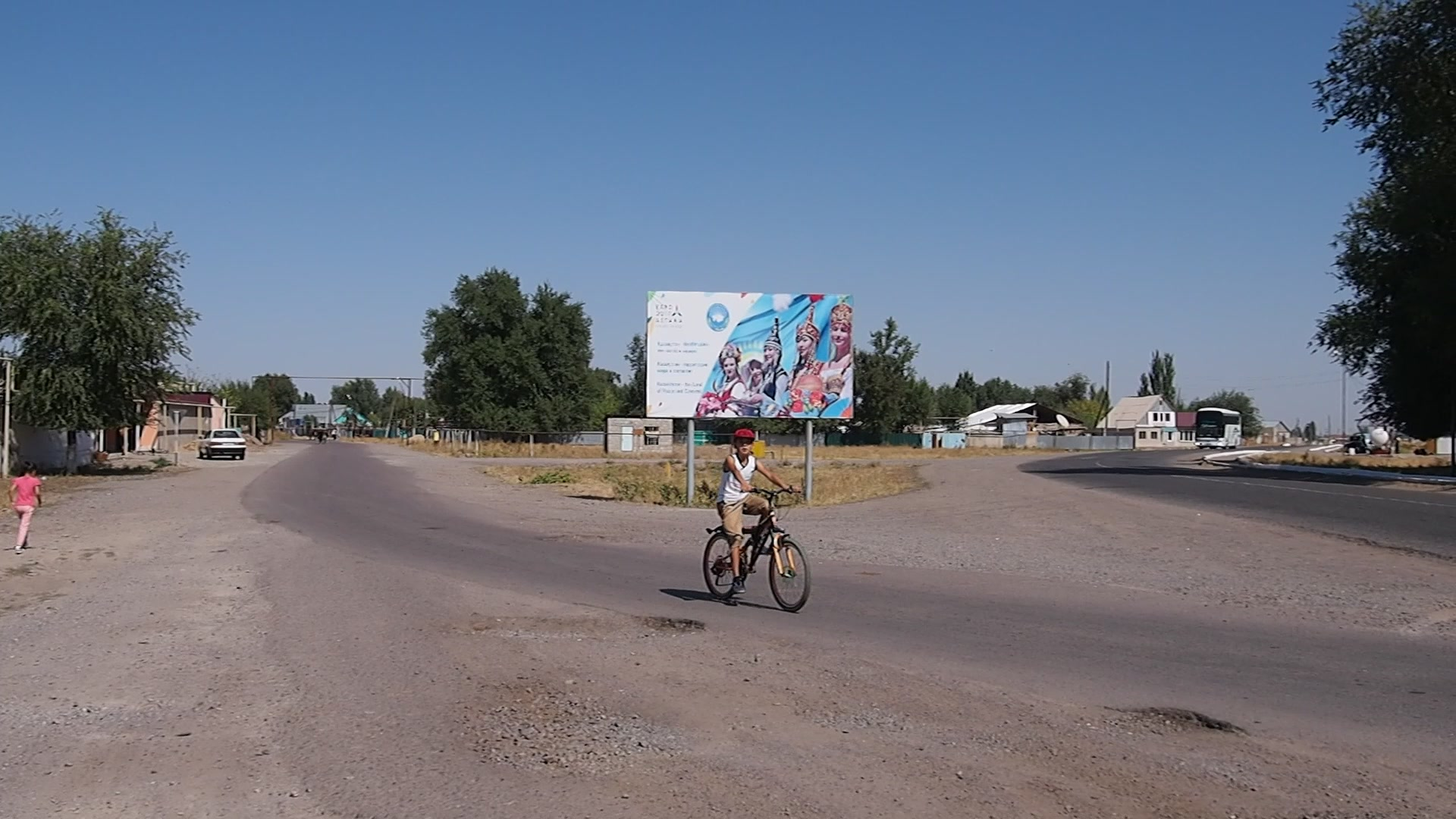
Lugowoi

Lugowoi (russisch Луговой) ist eine Gemeinde im Süden der Republik Kasachstan.

## Geografische Lage
Lugowoi hat 10.242 Einwohner. Es liegt im Audan Turar Rysqulow im Gebiet Schambyl, an der Nordflanke des Kirgisischen Gebirges.

## Verkehr
Der Bahnhof („Луговая“ / Lugowaya) der Gemeinde liegt an der Turkestan-Sibirischen Eisenbahn (Turksib). Hier zweigt die 360 km lange Bahnstrecke Lugowoi–Balyktschy ab, die 1924 eröffnet wurde und jenseits der Staatsgrenze von der Kirgisischen Staatsbahn betrieben wird.